# 2002 a filmművészetben

## Események
- május – A zongorista rendezője, Roman Polański Arany Pálma-díjat nyer Cannes-ban.
- március – Az Amélie csodálatos élete rendezője, Jean-Pierre Jeunet César-díjat nyert a legjobb film, a legjobb rendező, a legjobb filmzene és a legjobb díszlet kategóriákban.

## Sikerfilmek
| #  | cím                                   | stúdió   | összbevétel  | észak-amerikai bevétel | gyártási költség |
| -- | ------------------------------------- | -------- | ------------ | ---------------------- | ---------------- |
| 1  | A Gyűrűk Ura: A két torony            | New Line | $926 287 400 | $341 786 758           | $94 000          |
| 2  | Harry Potter és a Titkok Kamrája      | Warner   | $878 988 482 | $261 988 482           | $100 000         |
| 3  | Pókember                              | Sony     | $821 708 551 | $403 706 375           | $139 000         |
| 4  | Star Wars II. rész: A klónok támadása | Fox      | $649 398 328 | $310 676 740           | $115 000         |
| 5  | Men in Black – Sötét zsaruk 2.        | Sony     | $441 818 803 | $190 418 803           | $140 000         |
| 6  | Halj meg máskor                       | MGM      | $431 971 116 | $160 942 139           | $142 000         |
| 7  | Jelek                                 | Disney   | $408 247 917 | $227 966 634           | $72 000          |
| 8  | Jégkorszak                            | Fox      | $383 259 213 | $176 387 405           | $59 000          |
| 9  | Bazi nagy görög lagzi                 | IFC      | $368 744 044 | $241 438 208           | $5 000           |
| 10 | Különvélemény                         | Fox      | $358 372 926 | $132 072 926           | $102 000         |

## Filmbemutatók

### Magyar filmek
| Cím                                                                   | Rendező                                               |
| --------------------------------------------------------------------- | ----------------------------------------------------- |
| 601-S                                                                 | Nyitrai Márton                                        |
| Aranyváros                                                            | Cs. Nagy Sándor                                       |
| Állva maradás                                                         | Szlamka György                                        |
| Bibó breviárium                                                       | Forgács Péter                                         |
| Előre!                                                                | Erdélyi Dániel                                        |
| Eső után                                                              | Mészáros Péter                                        |
| Ébrenjárók                                                            | Miklauzic Bence                                       |
| Ének a csodaszarvasról                                                | Jankovics Marcell                                     |
| Felhő a Gangesz felett                                                | Dettre Gábor                                          |
| Hukkle                                                                | Pálfi György                                          |
| A ház emlékei                                                         | Zsigmond Dezső és Dörner József                       |
| Hídember                                                              | Bereményi Géza                                        |
| Kanyaron túl                                                          | Dér András                                            |
| Kelj fel, komám, ne aludjál!                                          | Jancsó Miklós                                         |
| Kísértések                                                            | Kamondi Zoltán                                        |
| Legkisebb film a legnagyobb magyarról, avagy ha nincs kéz nincs csoki | Kálmánchelyi Zoltán, Stefanovics Angéla és Végh Zsolt |
| Na végre, itt a nyár!                                                 | Fonyó Gergely                                         |
| Az ötödik szoba                                                       | Banner-Szűcs Lóránd                                   |
| Simó Sándor, dokumentumfilm                                           | Fekete Ibolya                                         |
| Sobri                                                                 | Novák Emil                                            |
| Somlói galuska                                                        | Meskó Zsolt                                           |
| Szerelem utolsó vérig                                                 | Dobray György                                         |
| Szép napok                                                            | Mundruczó Kornél                                      |
| Uno                                                                   | Dyga Zsombor                                          |
| Az utolsó blues                                                       | Gárdos Péter                                          |
| Valami Amerika                                                        | Herendi Gábor                                         |
| Zsaruvér és Csigavér II.: Több tonna kámfor                           | Bujtor István                                         |

### Észak-amerikai, országos bemutatók
január – december

| Magyar cím                                 | Eredeti cím                                  | Rendező                         | Stúdió / Forgalmazó   | [ 5 ] |
| ------------------------------------------ | -------------------------------------------- | ------------------------------- | --------------------- | ----- |
| 2020: A tűz birodalma                      | Reign of Fire                                | Rob Bowman                      | Buena Vista           |       |
| 40 nap és 40 éjszaka                       | 40 Days and 40 Nights                        | Michael Lehmann                 | Miramax Films         |       |
| 8 mérföld                                  | 8 Mile                                       | Curtis Hanson                   | Universal Pictures    |       |
| Adaptáció                                  | Adaptation.                                  | Spike Jonze                     | Sony / Columbia       |       |
| Az álcázás mestere                         | The Master of Disguise                       | Perry Andelin Blake             | Sony (Revolution)     |       |
| Álmatlanság                                | Insomnia                                     | Christopher Nolan               | Warner Bros.          |       |
| Álmok útján                                | Crossroads                                   | Tamra Davis                     | Paramount Pictures    |       |
| Álmomban már láttalak                      | Maid in Manhattan                            | Wayne Wang                      | Sony (Revolution)     |       |
| Antwone Fisher története                   | Antwone Fisher                               | Denzel Washington               | Fox Searchlight       |       |
| Atomcsapda                                 | K-19: The Widowmaker                         | Kathryn Bigelow                 | Paramount Pictures    |       |
| Austin Powers: Aranyszerszám               | Austin Powers in Goldmember                  | Jay Roach                       | New Line Cinema       |       |
| Ballistic – Robbanásig feltöltve           | Ballistic: Ecks vs. Sever                    | Wych Kaosayananda               | Warner Bros.          |       |
| Baromi őrjárat                             | Super Troopers                               | Jay Chandrasekhar               | Fox Searchlight       |       |
| Bazi nagy görög lagzi                      | My Big Fat Greek Wedding                     | Joel Zwick                      | IFC                   |       |
| Birkanyírás                                | Barbershop                                   | Tim Story                       | Metro-Goldwyn-Mayer   |       |
| Birodalom                                  | Empire                                       | Franc. Reyes                    | Universal Pictures    |       |
| A Bourne-rejtély                           | The Bourne Identity                          | Doug Liman                      | Universal Pictures    |       |
| Bővér szálló                               | Sorority Boys                                | Wallace Wolodarsky              | Buena Vista           |       |
| Buliszerviz                                | Van Wilder                                   | Walt Becker                     | Artisan Entertainment |       |
| Charlie kettős élete                       | The Truth About Charlie                      | Jonathan Demme                  | Universal Pictures    |       |
| Chicago                                    | Chicago                                      | Rob Marshall                    | Miramax Films         |       |
| Chihiro Szellemországban                   | Sen to Chihiro no kamikakushi                | Mijazaki Hajao                  | Buena Vista           |       |
| C-kosár                                    | Juwanna Mann                                 | Jesse Vaughan                   | Warner Bros.          |       |
| Csapdában                                  | Trapped                                      | Luis Mandoki                    | Sony / Columbia       |       |
| Császárok klubja                           | The Emperor's Club                           | Michael Hoffman                 | Universal Pictures    |       |
| A csodacsuka                               | Like Mike                                    | John Schultz                    | 20th Century Studios  |       |
| Dobszóló                                   | Drumline                                     | Charles Stone III               | 20th Century Studios  |       |
| Dögölj meg, Smaci!                         | Death to Smoochy                             | Danny DeVito                    | Warner Bros.          |       |
| A drog pokla                               | Deuces Wild                                  | Scott Kalvert                   | Metro-Goldwyn-Mayer   |       |
| Édes kis semmiség                          | The Sweetest Thing                           | Roger Kumble                    | Sony / Columbia       |       |
| Egy fiúról                                 | About a Boy                                  | Chris Weitz és Paul Weitz       | Universal Pictures    |       |
| Élet, vagy valami hasonló                  | Life or Something Like It                    | Stephen Herek                   | 20th Century Studios  |       |
| Elhagyatva                                 | Abandon                                      | Stephen Gaghan                  | Paramount Pictures    |       |
| Én, a kém                                  | I Spy                                        | Betty Thomas                    | Sony / Columbia       |       |
| E.T., a földönkívüli                       | E.T. (20th Anniversary)                      | Steven Spielberg                | Universal Pictures    |       |
| A fegyverek szava                          | Windtalkers                                  | John Woo                        | Metro-Goldwyn-Mayer   |       |
| Fehér leander                              | White Oleander                               | Peter Kosminsky                 | Warner Bros.          |       |
| Félelem.com                                | FeardotCom                                   | William Malone                  | Universal Pictures    |       |
| Félholt                                    | Half Past Dead                               | Don Michael Paul                | Sony / Columbia       |       |
| Femme Fatale                               | Femme Fatale                                 | Brian De Palma                  | Warner Bros.          |       |
| Frida                                      | Frida                                        | Julie Taymor                    | Miramax Films         |       |
| Fullasztó ölelés                           | Swimfan                                      | John Polson                     | 20th Century Studios  |       |
| A gyávaság tollai                          | The Four Feathers                            | Shekhar Kapur                   | Paramount Pictures    |       |
| A Gyűrűk Ura: A két torony                 | The Lord of the Rings: The Two Towers        | Peter Jackson                   | New Line Cinema       |       |
| Halj meg máskor                            | Die Another Day                              | Lee Tamahori                    | Metro-Goldwyn-Mayer   |       |
| Halloween: Feltámadás                      | Halloween: Resurrection                      | Rick Rosenthal                  | Dimension Films       |       |
| Harry Potter és a Titkok Kamrája           | Harry Potter and the Chamber of Secrets      | Chris Columbus                  | Warner Bros.          |       |
| Hart háborúja                              | Hart's War                                   | Gregory Hoblit                  | Metro-Goldwyn-Mayer   |       |
| A házimaci                                 | The Country Bears                            | Peter Hastings                  | Buena Vista           |       |
| Hé, Arnold!                                | Hey Arnold! The Movie                        | Tuck Tucker                     | Paramount Pictures    |       |
| A hetedik mennyország                      | The 51st State                               | Ronny Yu                        | Sony / Screen Gems    |       |
| Hip hop szerelem                           | Brown Sugar                                  | Rick Famuyiwa                   | Fox Searchlight       |       |
| Hóhatár – A félelem felpörget              | Extreme Ops                                  | Christian Duguay                | Paramount Pictures    |       |
| HollyWoody történet                        | Hollywood Ending                             | Woody Allen                     | DreamWorks Pictures   |       |
| A hűtlen                                   | Unfaithful                                   | Adrian Lyne                     | 20th Century Studios  |       |
| Az időgép                                  | The Time Machine                             | Simon Wells                     | DreamWorks Pictures   |       |
| Időstoppolók                               | Clockstoppers                                | Jonathan Frakes                 | Paramount Pictures    |       |
| Az igazság nevében                         | Collateral Damage                            | Andrew Davis                    | Warner Bros.          |       |
| Az igazság órája                           | City by the Sea                              | Michael Caton-Jones             | Warner Bros.          |       |
| Imposztor                                  | Impostor                                     | Gary Fleder                     | Miramax Films         |       |
| Az iskoláját!                              | Stealing Harvard                             | Bruce McCulloch                 | Sony (Revolution)     |       |
| Isten haragja                              | Frailty                                      | Bill Paxton                     | Lionsgate Films       |       |
| Jackass – A vadbarmok támadása             | Jackass: The Movie                           | Jeff Tremaine                   | Paramount Pictures    |       |
| Jason X                                    | Jason X                                      | James Isaac                     | New Line Cinema       |       |
| Jégkorszak                                 | Ice Age                                      | Chris Wedge és Carlos Saldanha  | 20th Century Studios  |       |
| Jelek                                      | Signs                                        | M. Night Shyamalan              | Buena Vista           |       |
| Jónás és a zöldségmesék                    | Jonah: A VeggieTales Movie                   | Mike Nawrocki és Phil Vischer   | Artisan Entertainment |       |
| Jóravaló feleség                           | The Good Girl                                | Miguel Arteta                   | Fox Searchlight       |       |
| Kapj el, ha tudsz                          | Catch Me If You Can                          | Steven Spielberg                | DreamWorks Pictures   |       |
| A Kaptár                                   | Resident Evil                                | Paul W. S. Anderson             | Sony / Screen Gems    |       |
| A kárhozottak királynője                   | Queen of the Damned                          | Michael Rymer                   | Warner Bros.          |       |
| A kárhozat útja                            | Road to Perdition                            | Sam Mendes                      | DreamWorks Pictures   |       |
| Katonák voltunk                            | We Were Soldiers                             | Randall Wallace                 | Paramount Pictures    |       |
| Keménykötésűek                             | Knockaround Guys                             | Brian Koppelman és David Levien | New Line Cinema       |       |
| Kémkölykök 2. – Az elveszett álmok szigete | Spy Kids 2: The Island of Lost Dreams        | Robert Rodríguez                | Dimension Films       |       |
| A későn kezdő                              | The Rookie                                   | John Lee Hancock                | Buena Vista           |       |
| Két hét múlva örökké                       | Two Weeks Notice                             | Marc Lawrence                   | Warner Bros.          |       |
| A kincses bolygó                           | Treasure Planet                              | Ron Clements és John Musker     | Buena Vista           |       |
| Kísérleti gyilkosság                       | Murder by Numbers                            | Barbet Schroeder                | Warner Bros.          |       |
| A kismenő                                  | Mr. Deeds                                    | Steven Brill                    | Sony / Columbia       |       |
| Kótyagos szerelem                          | Punch-Drunk Love                             | Paul Thomas Anderson            | Sony (Revolution)     |       |
| Költői szerelem                            | Possession                                   | Neil LaBute                     | Focus Features        |       |
| A kör                                      | The Ring                                     | Gore Verbinski                  | DreamWorks Pictures   |       |
| A krokodilvadász – Mentsd a bőröd!         | The Crocodile Hunter: Collision Course       | John Stainton                   | Metro-Goldwyn-Mayer   |       |
| Kutyabajnok                                | Snow Dogs                                    | Brian Levant                    | Buena Vista           |       |
| Különvélemény                              | Minority Report                              | Steven Spielberg                | 20th Century Studios  |       |
| Lilo és Stitch – A csillagkutya            | Lilo & Stitch                                | Dean DeBlois és Chris Sanders   | Buena Vista           |       |
| Martin Lawrence, a dumagép                 | Martin Lawrence Live: Runteldat              | David Raynr                     | Paramount Pictures    |       |
| Még egy kis pánik                          | Analyze That                                 | Harold Ramis                    | Warner Bros.          |       |
| Megint péntek                              | Friday After Next                            | Marcus Raboy                    | New Line Cinema       |       |
| Megszólít az éjszaka                       | The Mothman Prophecies                       | Mark Pellington                 | Sony / Screen Gems    |       |
| Men in Black – Sötét zsaruk 2.             | Men in Black II                              | Barry Sonnenfeld                | Sony / Columbia       |       |
| Mérges pókok                               | Eight Legged Freaks                          | Ellory Elkayem                  | Warner Bros.          |       |
| Minden hájjal megkent hazug                | Big Fat Liar                                 | Shawn Levy                      | Universal Pictures    |       |
| Mindenütt nő                               | Sweet Home Alabama                           | Andy Tennant                    | Buena Vista           |       |
| Monte Cristo grófja                        | The Count of Monte Cristo                    | Kevin Reynolds                  | Buena Vista           |       |
| Most már elég!                             | Enough                                       | Michael Apted                   | Sony / Columbia       |       |
| Narancs vidék                              | Orange County                                | Jake Kasdan                     | Paramount Pictures    |       |
| Narkó                                      | Narc                                         | Joe Carnahan                    | Paramount Pictures    |       |
| New York bandái                            | Gangs of New York                            | Martin Scorsese                 | Miramax Films         |       |
| Nyeretlenek                                | All About the Benjamins                      | Kevin Bray                      | New Line Cinema       |       |
| Nyolc őrült éjszaka                        | Eight Crazy Nights                           | Seth Kearsley                   | Sony / Columbia       |       |
| A nyúl viszi a puskát                      | Slackers                                     | Dewey Nicks                     | Sony / Columbia       |       |
| On-lány                                    | Birthday Girl                                | Jez Butterworth                 | Miramax Films         |       |
| Az órák                                    | The Hours                                    | Stephen Daldry                  | Paramount Pictures    |       |
| Ők                                         | They                                         | Robert Harmon                   | Dimension Films       |       |
| Örök kaland                                | Tuck Everlasting                             | Jay Russell                     | Buena Vista           |       |
| Örök lányok                                | The Banger Sisters                           | Bob Dolman                      | Fox Searchlight       |       |
| Pánikszoba                                 | Panic Room                                   | David Fincher                   | Sony / Columbia       |       |
| Pán Péter: Visszatérés Sohaországba        | Return to Never Land                         | Robin Budd és Donovan Cook      | Buena Vista           |       |
| Penge II.                                  | Blade II                                     | Guillermo del Toro              | New Line Cinema       |       |
| Pereld a nőt!                              | Serving Sara                                 | Reginald Hudlin                 | Paramount Pictures    |       |
| Pindúr pandúrok – A mozifilm               | The Powerpuff Girls Movie                    | Craig McCracken                 | Warner Bros.          |       |
| Ping-Pong: Az ököl színre lép              | Kung Pow! Enter the Fist                     | Steve Oedekerk                  | 20th Century Studios  |       |
| Pinokkió                                   | Pinocchio                                    | Roberto Benigni                 | Miramax Films         |       |
| Pluto Nash: Legény a Holdon                | The Adventures of Pluto Nash                 | Ron Underwood                   | Warner Bros.          |       |
| Pókember                                   | Spider-Man                                   | Sam Raimi                       | Sony / Columbia       |       |
| A rettegés arénája                         | The Sum of All Fears                         | Phil Alden Robinson             | Sony / Columbia       |       |
| Rollerball – Könyörtelen játék             | Rollerball                                   | John McTiernan                  | Metro-Goldwyn-Mayer   |       |
| Rossz társaság                             | Bad Company                                  | Joel Schumacher                 | Buena Vista           |       |
| S1m0ne                                     | S1m0ne                                       | Andrew Niccol                   | New Line Cinema       |       |
| Schmidt története                          | About Schmidt                                | Alexander Payne                 | New Line Cinema       |       |
| Scooby-Doo – A nagy csapat                 | Scooby-Doo                                   | Raja Gosnell                    | Warner Bros.          |       |
| Séta a múltba                              | A Walk to Remember                           | Adam Shankman                   | Warner Bros.          |       |
| Showtime – Végtelen & képtelen             | Showtime                                     | Tom Dey                         | Warner Bros.          |       |
| A Skorpiókirály                            | The Scorpion King                            | Chuck Russell                   | Universal Pictures    |       |
| Solaris                                    | Solaris                                      | Steven Soderbergh               | 20th Century Studios  |       |
| Sorsdöntő nyár                             | Blue Crush                                   | John Stockwell                  | Universal Pictures    |       |
| Sötétkamra                                 | One Hour Photo                               | Mark Romanek                    | Fox Searchlight       |       |
| Star Trek – Nemezis                        | Star Trek: Nemesis                           | Stuart Baird                    | Paramount Pictures    |       |
| Star Wars II. rész: A klónok támadása      | Star Wars: Episode II - Attack of the Clones | George Lucas                    | 20th Century Studios  |       |
| Stuart Little, kisegér 2.                  | Stuart Little 2                              | Rob Minkoff                     | Sony / Columbia       |       |
| A szállító                                 | The Transporter                              | Louis Leterrier és Corey Yuen   | 20th Century Studios  |       |
| A szellemhajó                              | Ghost Ship                                   | Steve Beck                      | Warner Bros.          |       |
| Szilaj, a vad völgy paripája               | Spirit: Stallion of the Cimarron             | Kelly Asbury és Lorna Cook      | DreamWorks Pictures   |       |
| Szitakötő                                  | Dragonfly                                    | Tom Shadyac                     | Universal Pictures    |       |
| A szmokinger                               | The Tuxedo                                   | Kevin Donovan                   | DreamWorks Pictures   |       |
| Téglatesó                                  | Undercover Brother                           | Malcolm D. Lee                  | Universal Pictures    |       |
| Télapu 2. – Veszélyben a karácsony         | The Santa Clause 2                           | Michael Lembeck                 | Buena Vista           |       |
| A Thornberry család                        | The Wild Thornberrys Movie                   | Cathy Malkasian és Jeff McGrath | Paramount Pictures    |       |
| Tiszta ügy                                 | High Crimes                                  | Carl Franklin                   | 20th Century Studios  |       |
| Totál káosz                                | Big Trouble                                  | Barry Sonnenfeld                | Buena Vista           |       |
| Tökös csaj                                 | The Hot Chick                                | Tom Brady                       | Buena Vista           |       |
| Az új fiú                                  | The New Guy                                  | Ed Decter                       | Sony (Revolution)     |       |
| Ütközéspont                                | Changing Lanes                               | Roger Michell                   | Paramount Pictures    |       |
| Vagány nők klubja                          | Divine Secrets of the Ya-Ya Sisterhood       | Callie Khouri                   | Warner Bros.          |       |
| John Q – Végszükség                        | John Q.                                      | Nick Cassavetes                 | New Line Cinema       |       |
| Véres munka                                | Blood Work                                   | Clint Eastwood                  | Warner Bros.          |       |
| Vitathatatlan                              | Undisputed                                   | Walter Hill                     | Miramax Films         |       |
| A vonzás szabályai                         | The Rules of Attraction                      | Roger Avary                     | Lionsgate Films       |       |
| A vörös sárkány                            | Red Dragon                                   | Brett Ratner                    | Universal Pictures    |       |
| xXx                                        | xXx                                          | Rob Cohen                       | Sony (Revolution)     |       |
| A zongorista                               | The Pianist                                  | Roman Polański                  | Focus Features        |       |

### További bemutatók
| Magyar cím                      | Eredeti cím           | Rendező              | [ 5 ] |
| ------------------------------- | --------------------- | -------------------- | ----- |
| Az alkonyat harcosa             | Taszogare Szeibei     | Jamada Jódzsi        |       |
| Beszélj hozzá!                  | Hable con ella        | Pedro Almodóvar      |       |
| Csavard be, mint Beckham!       | Bend it Like Beckham  | Gurinder Chadha      |       |
| A csendes amerikai              | The Quiet American    | Phillip Noyce        |       |
| D-Tox                           | D-Tox                 | Jim Gillespie        |       |
| Késő bosszú                     | Avenging Angelo       | Martyn Burke         |       |
| Kiskakukk – Madárlátta szerelem | Kukushka              | Alekszandr Rogozskin |       |
| Kóla, puska, sültkrumpli        | Bowling for Columbine | Michael Moore        |       |
| Tiszta lappal                   | Pure                  | Gillies MacKinnon    |       |
| Visszafordíthatatlan            | Irréversible          | Gaspar Noé           |       |
| Minden jöhet                    | Igby Goes Down        | Burr Steers          |       |
| A jó rabló                      | The Good Thief        | Neil Jordan          |       |

## Díjak, fesztiválok
- 74. Oscar-gála
  - legjobb film: : Egy csodálatos elme (Imagine Entertainment)
  - legjobb színész: Denzel Washington – Kiképzés
  - legjobb színésznő: Halle Berry – Szörnyek keringője
- 27. César-gála (március 2.)
  - Film: Amélie csodálatos élete, rendezte Jean-Pierre Jeunet
  - Rendező: Jean-Pierre Jeunet, Amélie csodálatos élete
  - Férfi főszereplő: Michel Bouquet, Comment j'ai tué mon père
  - Női főszereplő: Emmanuelle Devos, A számat figyeld
  - Külföldi film: Mulholland Drive – A sötétség útja, rendezte David Lynch
- 59. Golden Globe-gála:
  - Dráma:
  - legjobb film: Egy csodálatos elme
  - legjobb színész: Russell Crowe – Egy csodálatos elme
  - legjobb színésznő: Sissy Spacek – A hálószobában
  - Musical vagy vígjáték:
  - legjobb film: Moulin Rouge
  - legjobb színész: Gene Hackman – Tenenbaum, a háziátok
  - legjobb színésznő: Nicole Kidman – Moulin Rouge!
- BAFTA-díj:
  - legjobb film: A gyűrűk ura: A gyűrű szövetsége
  - legjobb színész: Russell Crowe – Egy csodálatos elme
  - legjobb színésznő: Judi Dench – Iris – Egy csodálatos női elme
- 55. Cannes-i Fesztivál
- 2002-es velencei filmfesztivál
- 2002-es Magyar Filmszemle

## Halálozások
- január 13. – Ted Demme, 38, amerikai filmrendező, producer
- február 1. – Hildegard Knef, 76, német színésznő (*1925)
- február 3. – Lukács Margit, magyar színésznő, A Nemzet Színésze
- február 20. – Both Béla, magyar színész, rendező
- február 21. – John Thaw, 60, amerikai színész
- február 22. – Chuck Jones, 89, amerikai animátor, forgatókönyvíró, producer, filmrendező
- február 27. – Spike Milligan, 83, ír humorista, színész, drámaíró
- március 27. – Milton Berle, 93, angol humorista
- március 27. – Dudley Moore, 66, amerikai színész, humorista
- március 27. – Billy Wilder, 95, amerikai filmrendező
- április 7. – John Agar, 81, amerikai színész
- április 22. – Linda Lovelace, 53, amerikai pornósztár (Mély torok)
- május 20. – Tyll Attila, magyar színművész
- június 5. – Dee Dee Ramone, 49, amerikai dalszövegíró
- június 29. – Rosemary Clooney, 74, amerikai színésznő
- július 5. – Katy Jurado, 78, mexikói színésznő
- július 6. – John Frankenheimer, 72, amerikai rendező
- július 9. – Rod Steiger, 77, amerikai színész
- július 23. – Leo McKern, 82, ausztrál születésű angol színész
- augusztus 16. – Jeff Corey, 88, amerikai színész
- augusztus 18. – Dean Riesner, 83, amerikai forgatókönyvíró
- augusztus 29. – Marton Frigyes, magyar rendező
- szeptember 7. – Katrin Cartlidge, 41, angol színésznő
- szeptember 11. – Kim Hunter, 79, amerikai színésznő
- szeptember 14. LaWanda Page, 81, amerikai színésznő
- szeptember 16. – James Gregory, 90, amerikai színész
- október 2. – Bruce Paltrow, 58, amerikai rendező
- október 7. – Tóth Endre, magyar filmrendező
- október 10. – Teresa Graves, 54, amerikai színésznő
- október 25. – Richard Harris, 72, ír színész
- november 18. – James Coburn, 74, Oscar-díjas amerikai színész
- december 3. - Klaus Löwitsch, 66, német színész
- december 11. – Schütz Ila, Jászai Mari-díjas magyar színésznő
- december 30. – Mary Brian, 96, amerikai színésznő